# Dentsu
Dentsu Inc. (japoneză 株式会社電通 Kabushiki-gaisha Dentsū sau 電通 Dentsū pe scurt, stilizat ca dentsu) este o societate pe acțiuni internaționale japoneză de publicitate și relații publice cu sediul în Tokyo. Dentsu este cea mai mare agenție de publicitate în Japonia și este a cincea cea mao mare rețea de agenție de publicitate din lume după venituri mondiale.
Dentsu are afaceri cu aproape toate instituțiile mari în Japonia, reprezentând aproape 28 de procente al bugetului pentru publicitate națională. Legăturile sale cu guvernul sunt atât de strânse încât The New York Times a referit Dentsu ca "departamentul neoficial de comunicații al Partidului Liberal Democrat, aflat la guvernare", și a fost comparat cu CIA pe baza acoperirii sale.